# Potsjta Rossii
Potsjta Rossii (Russisch: Почта России) is het nationale postbedrijf van Rusland. Het gecentraliseerde staatsbedrijf biedt werk aan ongeveer 390.000 mensen en heeft meer dan 42.000 postkantoren. Het hoofdkantoor staat in Moskou. In 2012 verwerkte Potsjta Rossii meer dan 2,4 miljard poststukken en 54 miljoen pakketten.
Russian Post presenteerde eind 2015 een nieuwe digitale abonnementsdienst. Russian Post trad op als abonnementsbureau voor directe samenwerking met uitgevers.